# Bundesstraße 407
Die Bundesstraße 407 (Abkürzung: B 407) verläuft von der deutsch-luxemburgischen Grenze in Perl (Kreuzung mit der B 419) über Trassem, Saarburg, Zerf nach Hermeskeil. Diese Strecke war früher der westliche Abschnitt der B 327. Dieser Abschnitt wurde jedoch zur B 407 umgewidmet, da im Zuge des Neubaus einer Schnellstraße zwischen Hermeskeil und Saarbrücken diese vorläufig B 327 benannt wurde, um den Transitverkehr zu verlagern. Nach einem Ausbau wurde diese Neubaustrecke zur heutigen A 1 heraufgestuft.
Ab dem Moselanstieg in Perl bis zum Potsdamer Platz zwischen Borg und Münzingen (insg. ca. 8 km) ist die B 407 Teil der Eichenlaubstraße, zwischen Saarburg und Hermeskeil ist sie auch Teil der Hunsrückhöhenstraße, die bei Hermeskeil von der B 327 weitergeführt wird.

## Verlauf
In Perl zweigt die B 407 von der B 419 in Richtung Nord-Ost ab. Hinter Perl kreuzt sie die A 8 an der Anschlussstelle 3 „Perl-Borg“. In Trassem kreuzt die B 407 den ehemaligen Verlauf der B 51, die vor Fertigstellung der Saarstrecke hier verlief. Die heutige Kreuzung mit der B 51 befindet sich in Saarburg. Dort zweigt die B 407 von der B 51 ab und  schlängelt sich entlang der Ausläufer des Hunsrück. In Zerf trifft sie auf die B 268 (Saarbrücken–Trier).
Zwischen Zerf und Hermeskeil verläuft die B 407 fast weitgehend durch den Schwarzwälder Hochwald. Kurz vor Hermeskeil (bei Reinsfeld) wird die B 407 von der L 151 überquert. Bei Reinsfeld findet sie ebenfalls Anschluss an die A 1 an der Anschlussstelle Reinsfeld und trifft dann auf die von Hermeskeil kommende B 327.